# دنيس ويندهام
دنيس ويندهام (بالإنجليزية: Dennis Wyndham)‏ هو ممثل جنوب أفريقي، ولد في 15 يناير 1887 في جنوب أفريقيا، وتوفي في 19 أغسطس 1973 في المملكة المتحدة.

## وصلات خارجية
- دنيس ويندهام على موقع IMDb (الإنجليزية)
- دنيس ويندهام على موقع قاعدة بيانات الفيلم (الإنجليزية)